# Генджебай, Орхан
Орхан Генджебай, (тур. Orhan Gencebay, наст. имя Орхан Кенджебай, тур. Orhan Kencebay, род. 4 августа 1944 г. Самсун, Турция) — турецкий певец, композитор и музыкант, мастер игры на сазе, культовая фигура в турецкой музыкальной культуре второй половины ХХ столетия. Имеет в Турции большое число поклонников как певец и музыкант, называющих его Orhan Baba (то есть Отец Орхан).
Известен как автор песен (как музыки, так и текстов к ним) и продюсер, киноактёр и исполнитель музыкальных номеров в кинофильмах, автор множества альбомов. За время творческой карьеры Орхана было продано более 65 миллионов записей песен в его исполнении. Владеет игрой на многих музыкальных инструментах, в том числе на сазе, гитаре, мандолине, уде и проч. Певцу был посвящён документальный фильм Фатиха Акина «Crossing the Bridge — The Sound of Istanbul» (2005).
Государственный артист Турции (1998).

## Жизнь и творчество
Родился в крымскотатарской семье. В возрасте 6 лет учится играть на скрипке и мандолине, на сазе в 7 лет. В 13-летнем возрасте начинает играть на танбуре, одном из четырёх основных инструментов турецкой традиционной музыки. Начиная с 1958 года Орхан большое внимание уделяет композиторской деятельности, в этом году он создаёт свою первую большую работу, песню Ruhumda Titreyen Sonsuz Bir Alevsin (Ты — вечное пламя, горящее в моей душе). В годы учёбы участвовал в ряде инструментальных групп, игравших в том числе турецкую народную музыку, давал сам уроки музыки, участвовал в государственной программе по созданию т. н. «народных домов» (Halkevleri) в Стамбуле и Самсуне, одной из культурно-образовательных программ правительства Турции. В возрасте 16 лет Орхан увлекается джазовой музыкой, учится играть на саксофоне и участвует в выступлениях духового оркестра. Законченное профессиональное образование получил в Стамбуле, окончив четырёхлетнюю музыкальную школу. Во время прохождения обязательной в Турции военной службы играл в военном оркестре, преимущественно на саксофоне.
В апреле 2013 года Орхан Генджебай был включён тогдашним премьер-министром Турции Р. Т. Эрдоганом в состав Akil İnsanlar Heyeti («Совет Мудрых»), специальную правительственную комиссию, занимавшуюся вопросом поиска путей мирного урегулирования многолетнего конфликта между Турцией и курдскими повстанцами на юго-востоке страны.

## Дискография
| - 1969: Musalla Taşı - 1970: Kaderimin Oyunu - 1972: Bir Teselli Ver - 1973: Batsın Bu Dünya - 1974: Hatasız Kul Olmaz - 1976: Sarhoşun Biri - 1978: Benim Dertlerim - 1979: Yarabbim - 1981: Aşkı Ben Yaratmadım - 1981: Ben Topraktan Bir Canım - 1981: Leyla ile Mecnun - 1982: Bir Damla Mutluluk - 1983: Kördüğüm - 1984: Dilyarası - 1985: Beni Biraz Anlasaydın - 1986: Cennet Gözlüm - 1987: Akma Gözlerimden | - 1988: Emrin Olurm - 1989: Ya Evde Yoksan - 1990: Utan / Dokunma - 1991: Hasret Rüzgari - 1992: Sende Haklısın - 1993: Hayat Devam Ediyor (совместно с Сибель Джан) - 1994: Yalnız Değilsin - 1995: Gönül Dostu - 1996: Kiralık Dünya - 1998: Klasikleri 1 - 1999: Cevap Ver - 2002: Klasikleri 2 - 2004: İdeal Aşk - 2005: Yürekten Olsun - 2006: Yargısız İnfaz - 2007: Film Müzikleri - 2010: Berhudar Ol - 2012: Orhan Gencebay ile Bir Ömür |

## Фильмография
| - 1971: Bir Teselli Ver - 1972: Sev Dedi Gözlerim - 1973: Ben Doğarken Ölmüşüm - 1974: Dertler Benim Olsun - 1975: Batsın Bu Dünya - 1975: Bir Araya Gelemeyiz - 1976: Bıktım Her Gün Ölmekten - 1976: Şoför - 1977: Hatasız Kul Olmaz - 1978: Çilekeş - 1979: Derdim Dünyadan Büyük - 1980: Aşkı Ben Mi Yarattım - 1980: Kır Gönlünün Zincirini - 1980: Yarabbim - 1980: Vazgeç Gönlüm - 1980: Ben Topraktan Bir Canım | - 1981: Feryada Gücüm Yok - 1982: Leyla ile Mecnun - 1982: Kördüğüm - 1982: Bir Yudum Mutluluk - 1983: Zulüm - 1983: Kahır - 1984: Kaptan - 1984: Dil Yarası - 1984: Aşkım Günahımdır - 1985: Doruk - 1987: Cennet Gözlüm - 1987: Küçüksün Yavrum - 1989: Kan Çiçeği - 1989: Seni Arıyorum / Sensiz Yaşıyorum - 1990: Utan |

## Дополнения
- Официальный сайт Орхана Генджебая (на турецком языке)